# جوزيف بوشامب
جوزيف بوشامب (بالألمانية: Pierre Joseph Beauchamp) (و. 1752 – 1801 م) هو عالم فلك، ودبلوماسي من فرنسا. 
توفي في نيس، عن عمر يناهز 49 عاماً.